# Bûche roulante

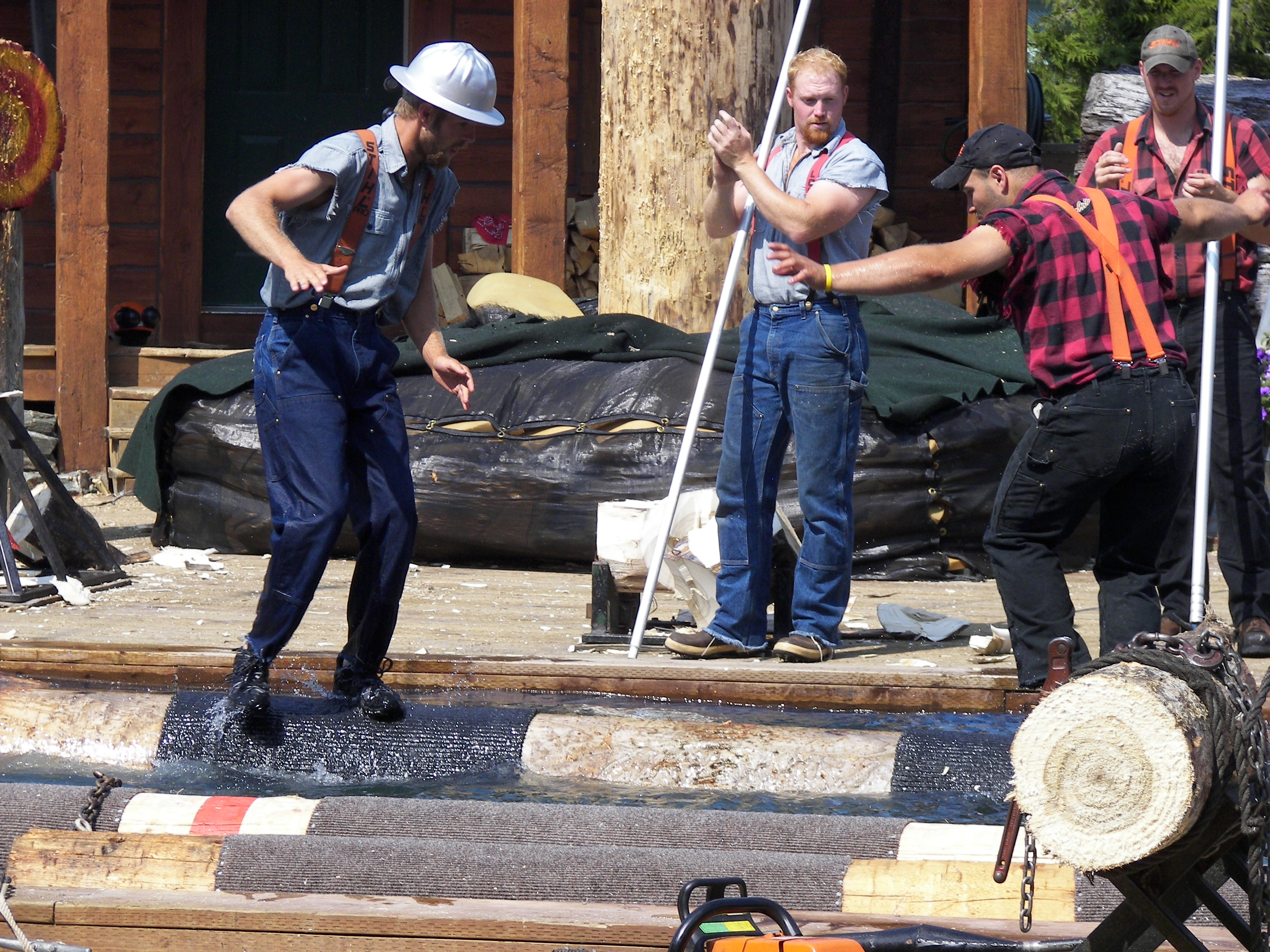
Concours de bûche roulante en Alaska.

La bûche roulante est une épreuve sportive au Canada et aux États-Unis dont le but est de rester debout le plus longtemps possible sur un billot de bois qui flotte sur l'eau. La drave est à l'origine de ce sport.

## Principe
Deux personnes se tiennent debout sur un long billot de bois au milieu d’un bassin d'eau. Dès qu'ils lâchent le manche ou la perche qui les aide à garder leur équilibre, chacun des participants fait tourner le billot qui se met à rouler à toute vitesse sous leurs pieds. 
Ils peuvent faire changer le sens de rotation du billot, se jeter de l'eau. Le premier qui tombe à l'eau par déséquilibre, perd.